# Denticollinae

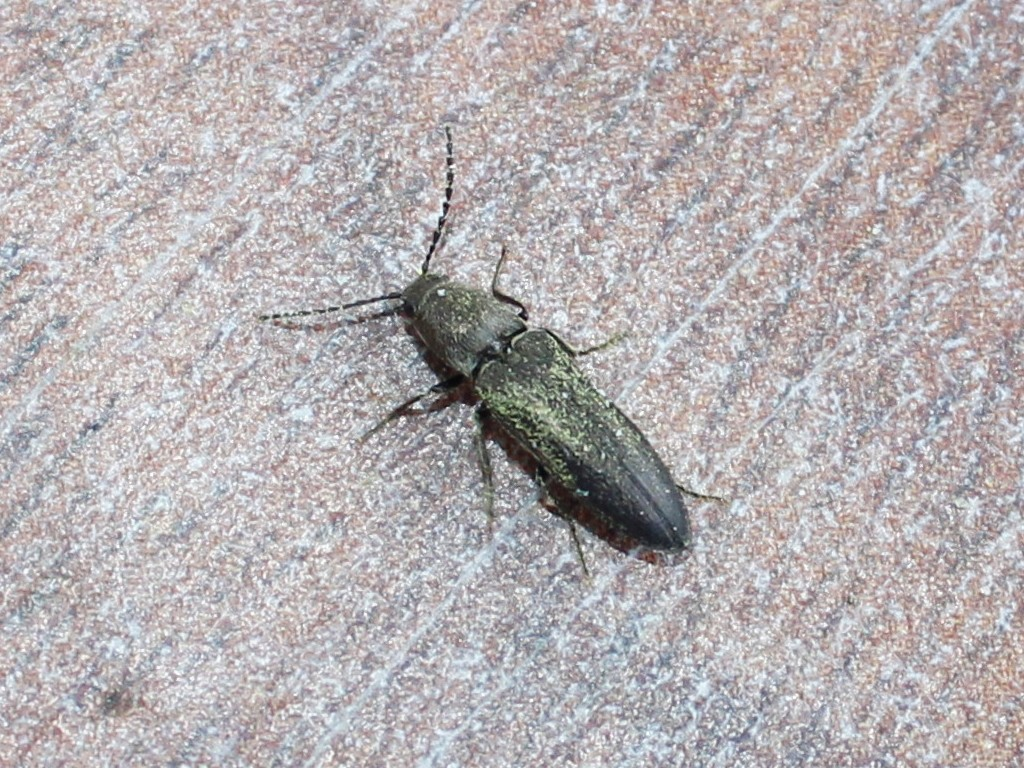
Crepidophorus mutilatus

Die Denticollinae sind eine weltweit verbreitete Unterfamilie der Schnellkäfer (Elateridae). Sie umfasst etwa 1500 Arten in 150 Gattungen. Nach Leschen, Beutel & Lawrence (2010) schließt die Unterfamilie die früher als eigenständig anerkannten Unterfamilien Diminae und Hypnoidinae mit ein, ebenso die Tribus Pleonomini, die von Laurent (1966) in den Rang einer Unterfamilie erhoben wurde, aber dann von Stibick (1979) den Aplastinae zugerechnet wurde. Außerdem umfasst die Unterfamilie nach Kundrata & Bocak (2011) die ehemals als eigene Unterfamilien und nunmehr als Tribus betrachteten Oxynopterini, Pityobiini und Semiotini.

## Merkmale
Die Imagines sind nicht einfach von den Arten der Unterfamilie Elaterinae zu unterscheiden, haben aber in der Regel einen mehr abgeflachten und weiter nach vorne gestreckten Kopf.
Die Larven sehen denen der Elaterinae ebenso ähnlich, da sie ein hinten abgestutztes Postmentum haben, jedoch ist ihr neuntes Tergum immer eingekerbt, wodurch sich paarige Urogomphi ergeben.

## Taxonomie und Systematik
Die Unterfamilie wird in folgende zehn Tribus unterteilt:
- Crepidominini Candèze, 1863
- Ctenicerini Fleutiaux, 1936
- Denticollini Reitter, 1905
- Dimini Candèze, 1863
- Hemicrepidiini Champion, 1894
- Hypnoidini Schwarz, 1906
- Hypolithini Fleutiaux, 1928
- Pleonomini Stibick, 1979
- Prosternini Gistel, 1856
- Senodoniini Schenkling, 1926
- Oxynopterini Candèze, 1857
- Pityobiini Hyslop, 1917
- Semiotini Jacobson, 1913

Die Senodoniini werden von Schimmel (1996) entweder als Schwestergruppe oder innerhalb der Dimini gesehen. Die Larven unterscheiden sich jedoch sehr von diesen und sehen wegen ihrer Mandibelform, der Form des Postmentums und der Hinterleibsspitze und den beweglichen Dornen an den Tergiten und Sterniten des Hinterleibs eher denen der Unterfamilie Lissominae ähnlich.

## Belege